# Jokkmokk (Gemeinde)
Koordinaten: 66° 36′ N, 19° 50′ O

Jokkmokk ist eine Gemeinde (schwedisch kommun) in der nordschwedischen Provinz Norrbottens län und der historischen Provinz Lappland.
Der Hauptort der Gemeinde ist Jokkmokk (auf lulesamisch Jåhkåmåhkke oder Dálvvadis, nordsamisch Johkamohkk). Weitere Ortschaften sind unter anderem Puottaure, Kvikkjokk, Kåbdalis, Murjek, Porjus und Vuollerim. Jokkmokk ist bekannt für den Wintermarkt, der seit 1605 jährlich im Februar durchgeführt wird. Seit 2016 findet in Jokkmokk auch der weltweit längste Langlauf statt, der Nordenskiöldslopp.
Jokkmokk gehört zum Kernland der Samen, dem indigenen Volk Nordskandinaviens. Nach Schätzungen des Samenrates von Schweden hat die Gemeinde mit einem Bevölkerungsanteil von rund 20 % den größten Anteil von Angehörigen dieser Ethnie in Schweden. In Jokkmokk befindet sich das schwedische Berg- und Samemuseum Ájtte, ein samisches Ausbildungscentrum sowie „Sámi Duodji Jokkmokk“ eine Stiftung zu samischen Handwerk.

## Geographie
Die Gemeinde ist mit einer Fläche von 19 334 km² flächenmäßig nur etwas kleiner als Sachsen und die zweitgrößte Gemeinde Schwedens. Sie erstreckt sich von der norwegischen Grenze etwa 200 Kilometer längs der zwei Flüsse Lilla Luleälven und Stora Luleälven, die sich bei Vuollerim zum Lule älv vereinigen, nach Südosten.
Im Skandinavischen Gebirge, das etwas mehr als ein Drittel der Gemeindefläche einnimmt, befinden sich die Nationalparks Stora Sjöfallet, Padjelanta und Sarek, in denen unter anderem Bären und Steinadler zu beobachten sind. Im Skandenvorland etwa 20 Kilometer nordöstlich von Jokkmokk liegt der Nationalpark Muddus mit ausgedehnten Feuchtgebieten und Nadelurwald.
Durch die Gemeinde führt die Europastraße 45, der sogenannte Inlandsväg von Göteborg nach Karesuando.

## Wirtschaft
Wichtige Branchen in Jokkmokk sind der öffentliche Sektor inklusive Gesundheitsdienstleistungen, Pflege und Schule, Bauwirtschaft, Forstwirtschaft und Landwirtschaft (inkl. Rentierhaltung). Der Fremdenverkehr hat darüber hinaus eine wachsende Bedeutung, unter anderem durch den Wintermarkt und den Nordenskiöldslauf. Die wichtigsten Arbeitgeber in der Gemeinde waren 2019 die Kommune Jokkmokk mit 525 Angestellten und Vattenfall Vattenkraft AB mit 125 Angestellten. Im Gemeindegebiet befinden sich 11 Wasserkraftwerke, die mit einer Jahresproduktion von 11–12 TWh etwa 1/6 der Stromproduktion aus Wasserkraft in Schweden liefern.

## Sehenswürdigkeiten

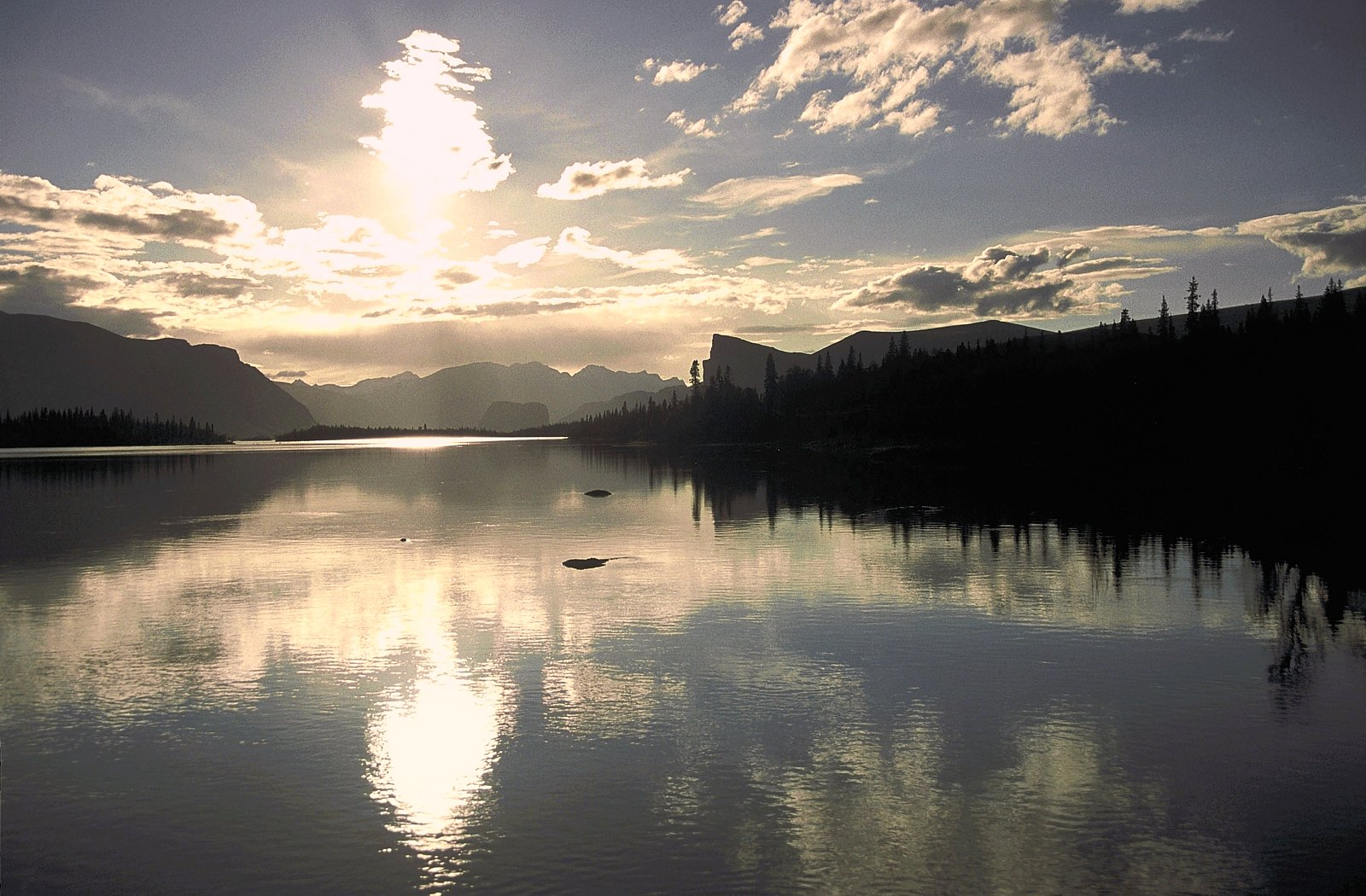
Laitaure Rapadalen im Nationalpark Sarek

Abgesehen vom Hauptort Jokkmokk ist Kvikkjokk ein gut besuchter Ort, von dem mehrere Wanderwege in die Nationalparks führen. Am Stora Luleälven 10 Kilometer südlich von Porjus befindet sich Schwedens größtes Wasserkraftwerk Harsprånget mit einer Fallhöhe von 107 Metern, das im Sommer täglich besichtigt werden kann. Bei Vuollerim wurde 1983 eine etwa 6000 Jahre alte steinzeitliche Siedlung entdeckt.